# Neuehrenfeld
Neuehrenfeld, Köln-Neuehrenfeld — dzielnica miasta Kolonia w Niemczech, w okręgu administracyjnym Ehrenfeld, w kraju związkowym Nadrenia Północna-Westfalia, na lewym brzegu Renu. 